# Mauregato delle Asturie
Mauregato Alfonso (Mauregato anche in spagnolo, in galiziano, in asturiano e in portoghese, Mauregat, in catalano; prima della metà dell'VIII secolo – Pravia, 788) fu re delle Asturie dal 783 al 788.

## Origine
Figlio illegittimo del re delle Asturie, Alfonso I, come ci viene confermato dallo storico e genealogista spagnolo, Salazar y Castro e di una schiava, come riportano sia la Cronica de Alfonso III (de serua tamen natus), che il Sebastiani Chronicon (de serva tamen nati), che molto probabilmente era araba, come riporta la Cronología y genealogía de los Reyes de Asturias.

Alfonso I delle Asturie era figlio del duca Pietro di Cantabria e della moglie, una nobile di cui non si conoscono né gli ascendenti né il nome, ma da una lettera del figlio, Alfonso, risulta essere sorella o nipote di Adolfo abate (Adulfo abbati gloriosissimo domino meo et avunculo meo) del monastero Beatæ Mariæ di Covadonga, come ci viene confermato sia da Salazar y Castro, che lo ricorda come nipote del re Recaredo (Liubigrohona nieta de Recaredo), che la Cronica de Alfonso III, la Historia Silense Pietro discende da Recaredo I e il Sebastiani Chronicon.

Mappa della penisola iberica, nella seconda metà dell'VIII secolo

## Biografia
Il Re delle Asturie, Silo, secondo il CHRONICON  ALBELDENSE, morì di morte naturale, nel 783, come riportano la Cronica de Alfonso III, sia la CRONICA ROTENSIS, a Pravia, dove, secondo il Sebastiani Chronicon fu sepolto nella Chiesa di San Giovanni (Santianes de Pravia); il Chronicon Compostellani riporta che Silo regnò per 9 anni 1 mese e 1 giorno.
Alla morte di Silo, sua moglie, Adosinda, senza eredi, proclamò re delle Asturie suo nipote, il giovane figlio di Fruela I delle Asturie, Alfonso, che ormai era maggiorenne e, che, secondo la CRONICA ROTENSIS era già governatore di palazzo con Silo. Ma Mauregato, fratellastro di Adosinda, con l'appoggio di parte della nobiltà, spodestò il nipote, Alfonso, che fu allontanato dal regno dallo zio e trovò ospitalità presso i parenti della madre ad Alava (Adefonsum de regno expulit. Quo fugiens Adefonsus Alabam petiit propinquisque matris sue se contulit).
Le fonti storiche accennano appena a tale regno. 

Durante il regno di Mauregato si era diffusa l'eresia adozionista prese vigore e fu sostenuta dall'arcivescovo di Toledo, Elipando, che aveva scritto una professione di fede nel 784 a Siviglia, dove affermava che Cristo era vero figlio di Dio solo nella sua natura divina, mentre nella sua natura umana era figlio di Dio solo per adozione: da qui il termine eresia adozionista; Elipando allora chiese a Felice, stimato teologo del tempo e vescovo di Urgell, di prendere posizione su questo tema. Felice sottoscrisse l'eresia, trovando che vi erano in alcuni passi dei Padri della Chiesa e nella liturgia mozarabica termini come homo adoptivus o adoptatus, in riferimento alla figura del Cristo, come riporta lo scrittore, storico, medievista britannico, Montague Rhodes James.

Quando l'eresia cominciò a diffondersi nel regno delle Asturie, Mauregato la contrastò, come riporta la Gran enciclopedia catalana, con l'appoggio del monaco Beato di Liébana, come riportano sia La web de las biografias, che il Diccionario biográfico español, Real Academia de la Historia. 

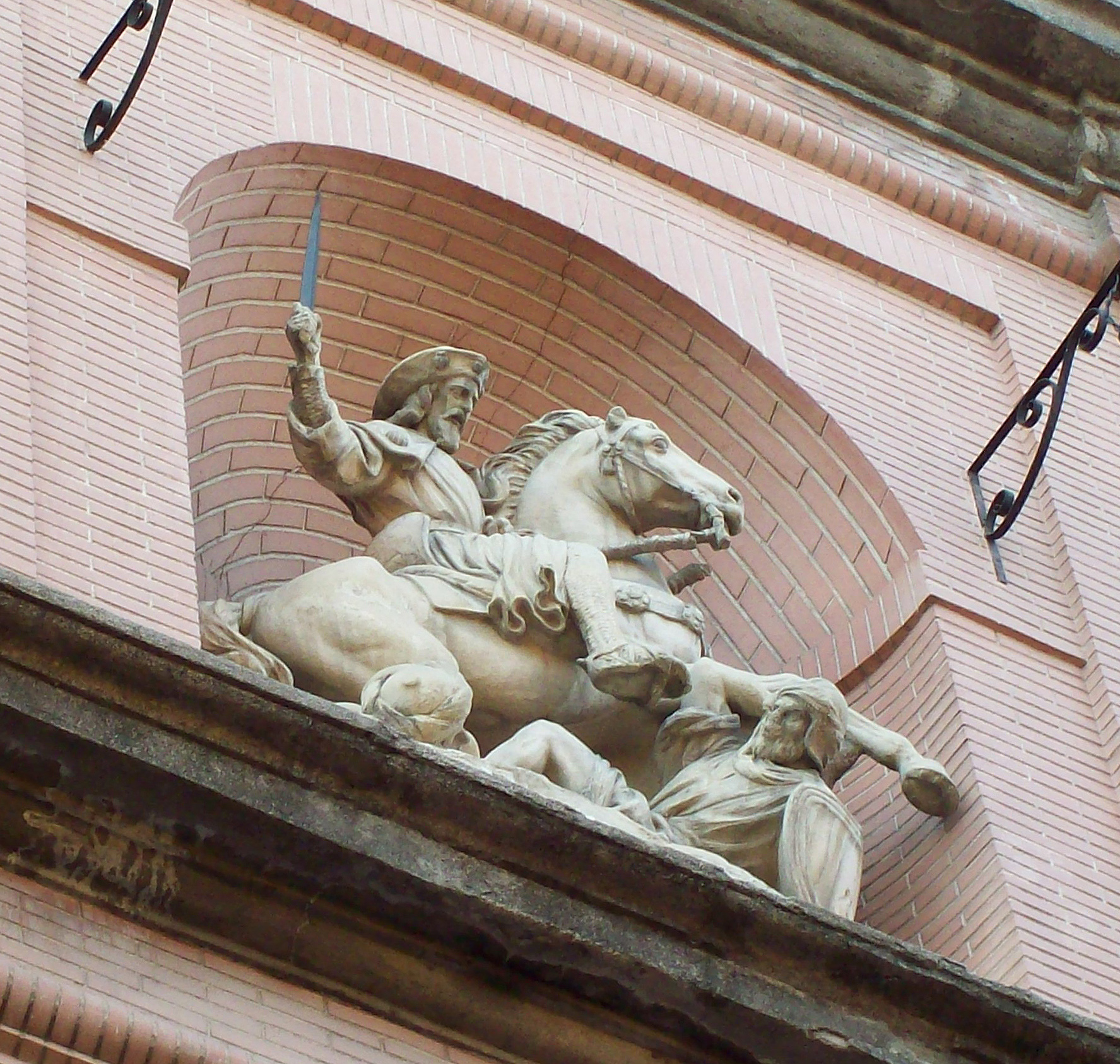
Scultura del XVII secolo di Santiago Matamoros nel Convento de las Comendadoras de Santiago di Madrid.

In un secondo tempo intervenne anche il re dei Franchi, Carlo Magno, che, prima promosse il sinodo di Francoforte, nel 794, dove Elipando e Felice difesero le loro tesi di fronte all'episcopato, soprattutto iberico, e poi, per contrastare la dottrina adozionista, nel concilio di Aquisgrana, dell'800, in cui le tesi di Elipando e Felice furono demolite da un monaco, filosofo e teologo britannico, Alcuino di York, come riporta lo storico, Alexander Hamilton Thompson.
Durante il regno di Mauregato non vi furono sollevazione interne e non vi fu guerra con Al-Andalus.
Secondo alcune fonti però Mauregato avrebbe mantenuto la pace con l'emiro di al-Andalus, ‘Abd al-Rahman I in cambio di un tributo annuo da versare a Cordova e consistente in cento giovinette (il tributo si chiamava per questo motivo delle cento donzelle) e si sarebbe ripetuto (a volte il tributo sarebbe stato versato in denaro anziché con le cento giovinette) fino all'844 (anno in cui alla battaglia di Clavijo, vinta dal re delle Asturie, Ramiro I sull'emiro Abd al-Rahman II, partecipò anche l'apostolo Santiago sopra nominato Matamoros), allorché sarebbe stato sostituito dal tributo in denaro al santuario di Santiago di Compostela (voto de Santiago).
Secondo questa versione (alcuni cronisti sembrano voler fare apparire Mauregato come un personaggio negativo), ritenuta leggendaria, alcuni nobili asturiani, nauseati da questo tributo, avrebbero assassinato, dopo alcuni anni il re Mauregato.
Mauregato morì nel corso del 789, secondo tutte le cronache dell'epoca, di morte naturale (Morte propria discessit) e fu sepolto nella Chiesa di San Giovanni (Santianes de Pravia); il Chronicon Compostellani riporta che Mauregato regnò per 5 anni e 6 mesi, mentre il CHRONICON  ALBELDENSE, riporta 5 anni.
A Mauregato succedette Bermudo, detto il Monaco, come riporta il Sebastiani Chronicon.

## Matrimonio e discendenza
Mauregato ebbe una moglie di nome Creusa, citata, come moglie di Mauregato, in un documento, datato 863, come riporta la Memorias de las reynas catholicas.

Mauregato da Creusa ebbe un figlio:
- Ermenegildo, citata, come figlio di Mauregato e Creusa, in un documento, datato 863, come riporta la Memorias de las reynas catholicas[27].

### Fonti primarie
- (LA)  Anastasii abbatis opera omnia.
- (LA)  CRONICA ROTENSIS)
- (LA)  Cronica de Alfonso III
- (LA)  Historia silense
- (LA)  España sagrada. Volumen 13
- (LA)  España sagrada. Volumen 23
- (LA)  España sagrada. Volumen 37

### Letteratura storiografica
- Montague Rhodes James, Cultura e letteratura sino a papa Silvestro II, in La riforma della chiesa e la lotta fra papi e imperatori, collana «Storia del mondo medievale», IV volume, Milano, Garzanti, 1999  [1979],  pp. 54-83.
- Alexander Hamilton Thompson, La dottrina medioevale al concilio lateranense del 1215, in Il trionfo del papato e lo sviluppo comunale, collana «Storia del mondo medievale», V volume, Milano, Garzanti, 1999,  pp. 496-567, SBN CSA0112439.
- (ES)  #ES Historia Genealógica de la Casa de Lara
- (ES)  Memorias de las reynas catholicas